# Retro City Rampage
Retro City Rampage — компьютерная игра в жанре приключенческого боевика для WiiWare, Xbox Live Arcade, PlayStation Network и Microsoft Windows. Это пародия на ретро игры и поп-культуру, также как и на популярную серию Grand Theft Auto и её клонов.
Выпущена 9 октября 2012 для PlayStation 3, PlayStation Vita и ПК. Также 2 января 2013 для Xbox 360.

## Игровой процесс
В Retro City Rampage игрок является бандитом из серьёзного преступного синдиката, глава которого известен как Шут (Jester). Игра создавалась под впечатлением от игр Rockstar, Grand Theft Auto, в которой игрок выполняет задания в огромном городе, открытом для исследования. Доступно 60 сюжетных миссий и 50 уровней-испытаний. Игровые элементы позаимствованы из GTA включая большой ассортимент оружия, разнообразные магазины, возможность угонять транспорт, привлечение внимания полиции, жестокость и разрушения.
Retro City Rampage является оммажем на множество 8-битных видеоигр (таких как Super Mario Bros., The Legend of Zelda, Mega Man, Contra, Bionic Commando и др.), заимствуя элементы дизайна и геймплея, структуру игровых уровней и способности персонажей. Несмотря на то, что основной вид игры сверху, в некоторых локациях демонстрируется двухмерная перспектива, как в классических 2D-платформерах. Так же игра содержит отсылки к «шутливым» телешоу, малоизвестным знаменитостям и поп-культуре. Также в игре присутствуют игровые автоматы в «Nolan’s arcade»: ROM City — Альфа-версия оригинальной игры; Super Meat Boy 3D — знаменитый платформер в 3D графике с видом сзади, где игроку нужно уклоняться от ловушек и победить босса, после чего во «Free Roaming Mode» откроется персонаж Super Meat Boy; Bit Trip — пиксельный раннер с видом сбоку; Epic Meal Time — игра, где нужно съесть необходимое количество еды так, чтобы вам не стало плохо. В игре также присутствуют трубопроводы из игр «Super Mario», прыгнув в трубу находящуюся на левом крае карты вы можете попасть в Minecraft-мир, после чего во «Free Roaming Mode» откроется персонаж Steve, играя за которого, все персонажи от прохожих до полицейских будут с квадратными головами как в игре Minecraft. Многие пародии в ходе разработки были изменены для избежания проблем с авторским правом.
Также в игре есть 16 различных фильтров, эмулирующих старые игровые консоли и телевизоры.

## Разработка
Концепт Retro City Rampage появился во время homebrew-проекта, появившегося в 2002 году. В это время игровой программист Brian Provinciano создал свой собственный «Набор разработки для Nintendo Entertainment System» и хотел сделать ремейк известной игры, Grand Theft Auto III, с 8-битной графикой, под кодовым названием Grand Theftendo. В 2011 году, на Game Developers Conference, он продемонстрировал методы, с помощью которых в течение нескольких лет он создал продвинутое программное обеспечение, которое смогло преодолеть ограничения железа Nintendo Entertainment System, до переноса разработки на PC.
В начале разработки, он начал добавлять персонажей и локации из игр, в которые любил играть в детстве. Это вдохновило его работать над проектом в полную силу, но вместо использования сценария GTA III, он решил создать новую игру с оригинальным контентом в 2007, которая должна была стать скачиваемой игрой для консолей. Он использовал реалтайм-редактор карт для разработки и отладки «на ходу», а также добавлял идеи, предлагаемые тестерами.
Как в большинстве проектов, он сам полностью работал над дизайном, программированием и концепцией. В поздней разработке, он нанял пиксель-художника для помощи в разработке дизайна игры и переноса изменений. Он так же использовал композиции трёх 8-бит композиторов, Leonard «FreakyDNA» Paul, Джейка «Virt» Кауфмана and Matt «Norrin Radd» Creamer, для создания чиптюн песен для саундтрека игры. Провинциано заявил, что в игре содержится два с половиной часа восьмибитной музыки. 22 февраля 2012, саундтрек Retro City Rampage был выпущен в Bandcamp.

## Отзывы
| Сводный рейтинг | Сводный рейтинг | Сводный рейтинг |
| Издание         | Оценка          | Оценка          |
| Издание         | PS3             | PS Vita         |
| --------------- | --------------- | --------------- |
| GameRankings    | 74,50 %         | 76,53 %         |